# Helímenas de Jesús Rojo Paredes
Monsenhor Helímenas de Jesús Rojo Paredes CJM (Bolívar, 22 de abril de 1926 — Calabozo, 9 de abril de 2021) foi prelado católico venezuelano e religioso professo da Congregação de Jesus e Maria. Foi nomeado bispo da Diocese de Calabozo em 1980. Em 1995, Calabozo foi elevada à condição de arquidiocese e ele, a de arcebispo. Tornou-se emérito no final de 2001.

## Biografia
Rojo Paredes nasceu em Bolívar, estado de Barinas, Venezuela, mas cresceu no estado de Trujillo. Realizou seus estudos de Filosofia e Teologia na Pontifícia Universidade Javeriana de Bogotá. Foi ordenado presbítero em Roma em 8 de julho de 1950. De volta ao seu país, dedicou-se à docência nos seminários de Caracas, Maracaibo e San Cristóbal.
Em 24 de março de 1980, o Papa Paulo VI nomeou-o sétimo bispo da então Diocese de Calabozo, em substituição ao seu confrade Mons. Miguel Antonio Salas Salas, CJM, transferido no ano anterior para a Arquidiocese de Mérida. O próprio Salas conferiu-lhe a ordenação episcopal, na Catedral de Mérida, com os monsenhores Domingo Roa Pérez, arcebispo de Maracaibo, e José Alí Lebrún Moratinos, então arcebispo-coadjutor de Caracas, como co-consagrantes, em 18 de maio seguinte.
Ao longo de seu ministério episcopal, Monsenhor Rojo fundou escolas como o Colégio Monsenhor Salustiano Crespo, o Colegio Universitario de Adminisración y Mercadeo, em Calabozo, e o colégio Ángel de la Guarda, em Valle De La Pascua. Também foi co-fundador da comunidade cristã Jesus Es Señor, a qual deu caráter de associação privada de fiéis com direitos arquidiocesanos, e foi promotor da causa de beatificação de Mons. Arturo Celestino Álvarez.
Em 17 de junho de 1995, sua jurisdição foi elevada à condição de arquidiocese e Mons. Rojo, a seu arcebispo, até 27 de dezembro de 2001, quando sua renúncia por atingir a idade canônica é acatada pela Santa Sé, sendo sucedido por Mons. Antonio José López Castillo.
Faleceu aos 94 anos em Calabozo, vítima da COVID-19.